# Société hanséatique de colonisation
La Société hanséatique de colonisation (Sociedade Colonizadora Hanseática, en portugais) était une entreprise allemande fondée en 1896, à Hambourg. 
Au XIXe siècle, le gouvernement brésilien confiait à des entreprises privées, en contrepartie de concessions territoriales, la charge de superviser le peuplement et la mise en valeur des territoires encore inoccupés. 
Chargée du peuplement de l'État de Santa Catarina, la société ne permit pas seulement l'arrivée d'agriculteurs à la recherche de terres à cultiver, mais également de nombreux artisans, ouvriers, commerçants, voire de fonctionnaires. La plupart des immigrants arrivaient directement des villes européennes et étaient peu habitués au travail de la terre.
La société prit la suite de l'ancienne « Société Colonisatrice de Hambourg » et récupéra ses concessions. Cette dernière avait été principalement active dans la vallée du rio Itapocu, et fut notamment à l'origine de la fondation de la ville de Botuverá.
La nouvelle société concentra son activité dans la région d'Ibirama, dans la vallée du rio Itajaí, où, le 8 novembre 1897, débarquèrent le directeur de la compagnie, A. W. W. Sellin, accompagné du géomètre Emílio Odebrecht et de quelques ouvriers.
Par la suite, la compagnie, afin d'attirer les colons, offrait un lot de terre en échange de l'achat d'un billet pour le Brésil.